# Nesticus kyongkeomsanensis
Espèce
Nesticus kyongkeomsanensis est une espèce d'araignées aranéomorphes de la famille des Nesticidae.

## Distribution
Cette espèce est endémique de Corée du Sud.

## Étymologie
Son nom d'espèce, composé de kyongkeomsan et du suffixe latin -ensis, « qui vit dans, qui habite », lui a été donné en référence au lieu de sa découverte.

## Publication originale
- Namkung, 2002 : The spiders of Korea. Kyo-Hak Publishing, Séoul, p. 1-648.